# Andrea Bolgi

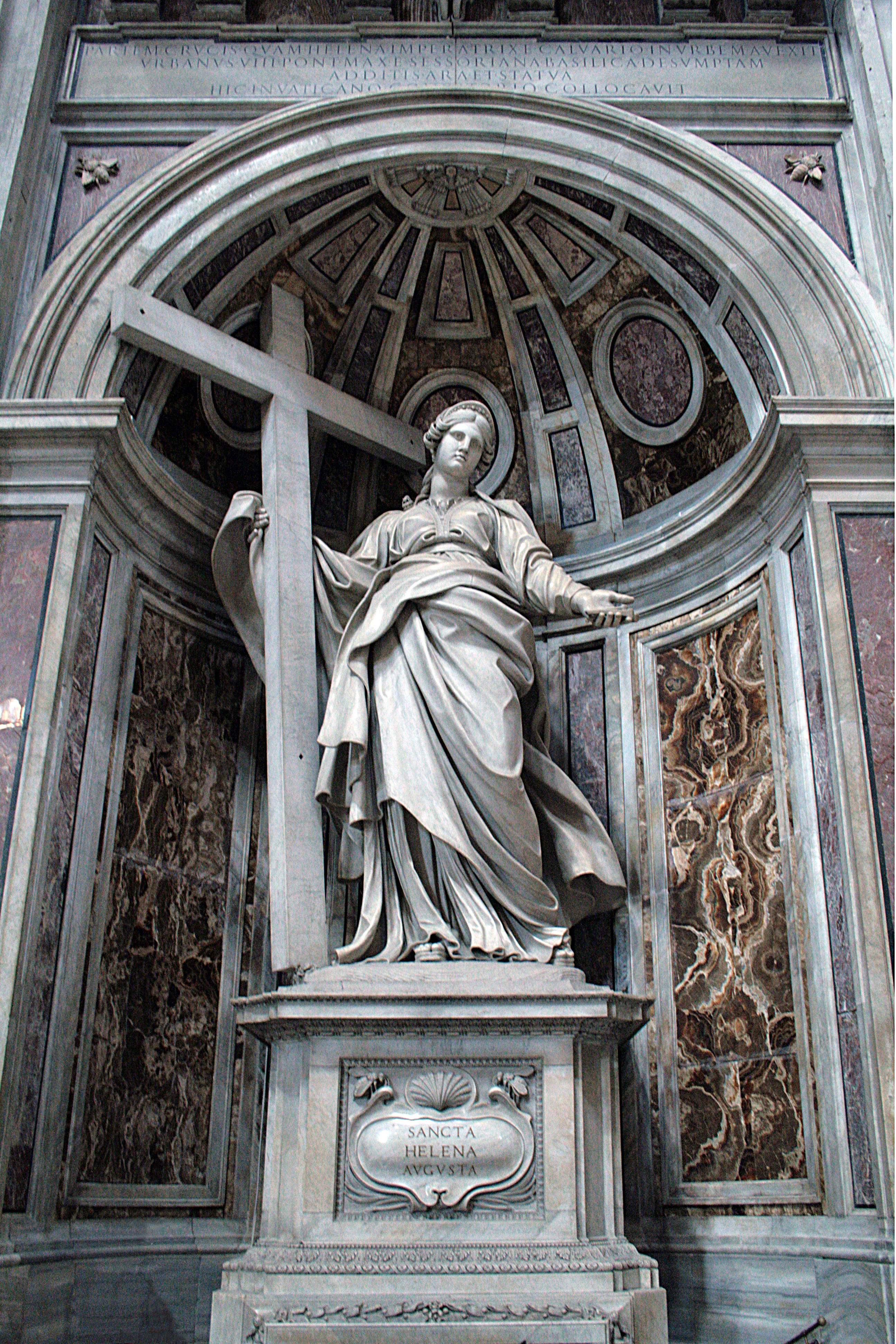
Sainte-Hélène à l'équilibre classique dans une niche de la Basilique Saint-Pierre, Rome

Andrea Bolgi dit « Il carrarino » (né à Carrare le 22 juin 1605 et mort à Naples en 1656) est un sculpteur italien réalisateur de plusieurs statues de Basilique Saint-Pierre de Rome. Vers la fin de sa vie, il s'installe à Naples, où il sculpte des bustes. Il est mort à Naples lors d'une épidémie de peste.

## Biographie
Andrea Bolgi est né dans la ville de Carrare. Sa formation s'est faite à Florence
En 1626, avec Francesco Baratta, il est envoyé à Rome, où il rejoint l'atelier des sculpteurs employés par Gian Lorenzo Bernini et est influencé par le style baroque du Bernin. À partir de 1626, Andrea Bolgi supplante Giuliano Finelli (1601-1653) dans l'atelier du Bernin et se voit attribuer le Buste de Thomas Baker commencé par le Bernin, conservé au Victoria and Albert Museum.

## Saint-Pierre
Andrea Bolgi a créé Sainte-Hélène (1629-1639) pour l'une des niches au croisement du transept de la Basilique Saint-Pierre. Il s'agit de l'une des principales commandes de sa génération, pour laquelle il avait sans doute été choisi par le Bernin, de préférence à Finelli. Bolgi travaille pendant une décennie sur le personnage qui incarne sa carrière et, dans une certaine mesure, sa perte : Wittkower remarque sa « fraîcheur classique, sa précision ennuyeuse », et sa position, placée directement en face du magistral Saint Longinus du Bernin lui ont valu des comparaisons peu flatteuses. 
Entre 1647 et 1650, tous les espaces d'allèges au-dessus des arcades de la nef de Saint-Pierre sont remplis de stucs. Leur exécution est partagée entre des sculpteurs ayant des liens avec Bernin, qui semble avoir exercé un contrôle sur les compositions. Dans la première baie à gauche, les figures d'allégeance de l'Église et de la justice divine ont été confiées à Bolgi, qui a été payé pour elles en septembre 1647 et en mars 1648. Le pape Innocent X n'étant pas satisfait des statues de Bolgi, celles-ci sont retirées, ajustées et réinstallées.

## Naples
Après 1650, Bolgi déménage à Naples, où il est connu pour ses portraits en bustes,. Il a été appelé à Naples par Giovan Camillo Cacace, avocat et membre de l' Accademia degli Oziosi . Pour ce client, Bolgi a créé deux sculptures dans la chapelle de la famille Cacace à San Lorenzo Maggiore. Les figures agenouillées sont Giuseppe et Vittoria De Caro. Iconographiquement, ils dérivent du schéma de la statue Fabrizio Pignatelli de Michelangelo Naccherino. Le mouvement et le tourbillon des étoffes constituent une nette avancée dans le développement du baroque, jusqu'alors inconnu du public napolitain. Sous les sculptures se trouvent les bustes de Francesco De Caro et Giovan Camillo Cacace. Ce dernier est réputé pour sa représentation vivante. 
Andrea Bolgi est mort à Naples lors d'une épidémie de peste en 1656.

## Œuvres principales
- 1629-1639 : Statue de Sainte-Hélène dans la basilique Saint-Pierre Rome.
- 1634-1648 : Autres petites œuvres à Saint-Pierre, Rome.
- 1637 : Buste de Laura Frangipani, signé et daté ( Église San Francesco a Ripa, Rome.
- Figures mi-buste dans la chapelle Raimondi ( San Pietro in Montorio).
- 1653 : Statues et bustes dans la chapelle Cacace, signés et datés, à San Lorenzo Maggiore, Naples.
- 1653 : Candélabre en bronze, dans l'église des Apôtres H., Naples.

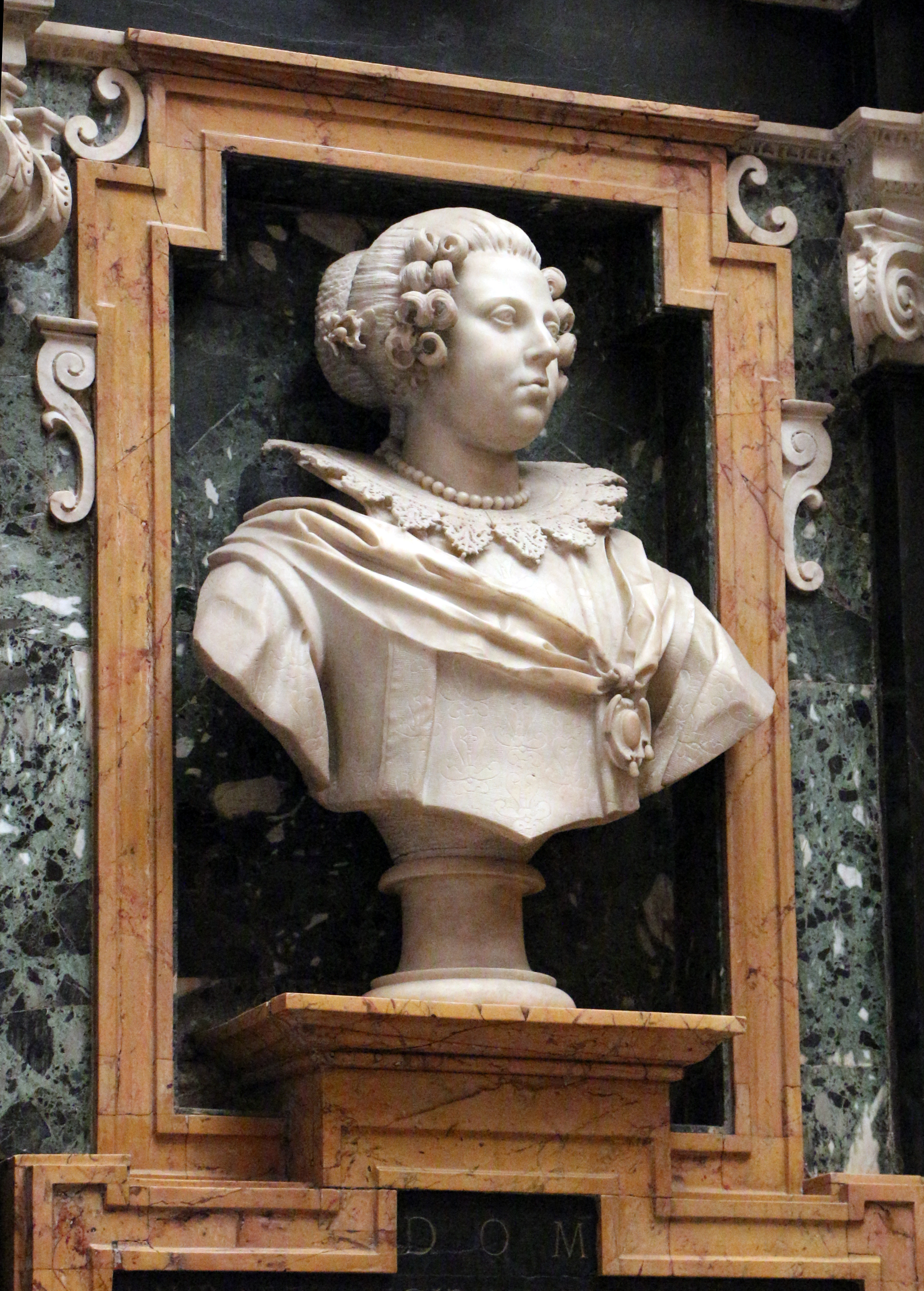
Buste de Laura Frangipani, Église San Francesco a Ripa, Rome